# Аја дела Ноче (Кампобасо)
Аја дела Ноче (итал. Aia della Noce) је насеље у Италији у округу Кампобасо, региону Молизе.
Према процени из 2011. у насељу је живело 24 становника. Насеље се налази на надморској висини од 426 м.